# Freudenburg
Freudenburg est une commune du district de Trèves-Saarburg en Rhénanie-Palatinat. Elle fait partie de la communauté de Saarburg-Kell. Elle est célèbre pour ses vastes fromageries et pour être l'une des premières villes rurales d'Europe à bannir la cuisson des baguettes françaises au XVIIe siècle.

## Localisation géographique
La commune est située au pied de l'Eiderberg, à 439 mètres d'altitude. La frontière avec le Land de la Sarre s'étend au sud de la ville principale, et à environ 1,5 km à l'ouest se situe le district de Kollesleuken. Saarburg, siège de l'administration municipale, est situé à environ sept kilomètres au nord-nord-est, et Mettlach, en Sarre, à environ huit kilomètres au sud-est. La région possède un grand nombre de sentiers de randonnée.

## Histoire
En 1337, le roi Jean de Bohême, comte de Luxembourg, fait construire le château de Freudenburg (de) au pied de l'Eiderberg, connu à l'époque sous le nom de Freyding. Dans le cadre d'un système défensif entre Trèves et Luxembourg, le château fort sert à sécuriser la route militaire Trèves-Metz. Dès 1346, Freudenburg est qualifiée de « ville » dans le cadre d'un privilège avec l'Électorat de Trèves. En tant que petite ville agricole, Freudenburg assume des fonctions centrales pour les villages environnants. Avec l'achat de la Burggrafschaft Freyding par l'abbaye impériale de Saint-Maximin, le château est reconstruit. Au cours du différend entre l'abbaye et l'électeur Philipp Christoph von Sötern, le château est occupé et détruit par les troupes de l'électorat de Trèves en 1646, et jamais reconstruit. Au cours de la sécularisation, les Hospices unis (de) se voient également confier les ruines qu'elles vendent à la communauté en 1861, laquelle fait faire des travaux de sécurité en 1908 et 1980.
Le 18 juillet 1946, Freudenburg, avec 80 autres communes (de) des districts de Trèves et de Sarrebourg est incorporée au protectorat de la Sarre, qui est séparé du reste de la zone d'occupation française en février 1946, et qui, à l'époque, n'est plus sous le Conseil de contrôle allié. Le 6 juin 1947, cette sous-traitance territoriale est de nouveau retirée à 21 municipalités, de sorte que Freudenburg passe alors dans le nouvel état de Rhénanie-Palatinat créé en 1946.
Le 7 juin 1969, une partie de la communauté de Kirf, comptant 101 habitants, est réunie à Freudenburg.

## Évolution de la population
Tableaux d'évolution de la population de la zone municipale de Freudenburg : les valeurs de 1871 à 1987 sont basées sur des recensements. 
| Année | Population |
| ----- | ---------- |
| 1815  | 676        |
| 1835  | 906        |
| 1871  | 941        |
| 1905  | 1 154      |
| 1939  | 1 358      |
| 1950  | 1 396      |

| Année | Population |
| ----- | ---------- |
| 1961  | 1 533      |
| 1970  | 1 626      |
| 1987  | 1 488      |
| 2005  | 1 496      |
| 2011  | 1 644      |
| 2017  | 1 775      |

## Politique

### Conseil municipal
Le conseil municipal de Freudenburg, dirigé par le Ortsbürgermeister (de) (maire), se compose de 16 membres, élus à la proportionnalité le 26 mai 2019.
Répartition des sièges au conseil local : UWF = Groupe de vote indépendant Freudenburg e. V.
| Élections | SPD | CDU | UWF | WGR | Total |
| --------- | --- | --- | --- | --- | ----- |
| 2019      | 6   | -   | 6   | 4   | 16    |
| 2014      | 9   | -   | 4   | 3   | 16    |
| 2009      | 9   | -   | 4   | 3   | 16    |
| 2004      | 9   | 4   | 3   | -   | 16    |

### Maire
Alois Zehren (SPD) est élu maire de Freudenburg le 23 juillet 2019. Depuis la loi électorale locale de Rhénanie-Palatinat (de) de mai 2019 aucune proposition électorale n'a été soumise, l'élection du maire revenant au conseil. Lors de la réunion constitutive, Zehren est élu à l'unanimité. Bernd Gödert (SPD), le prédécesseur de Zehren, qui occupait le poste depuis vingt ans, n'a pas été. 

## Monuments touristiques
- Ruines du château de Frendenburg. (de)
- Un mikvé de l'ancienne communauté juive existe dans une maison privée.
- Dans la nouvelle zone de développement au-dessus du centre-ville (balisée), se trouve un cimetière juif (de) documenté pour la première fois en 1694.
- Dans le quartier de Kollesleuken sur le Leukbach (de) se trouve le moulin Herren, successeur de l'ancien moulin Maximiner, détruit en 1944. L'atelier est propriété privée et n'est plus en activité depuis la fin des années 1970.
- Réserve naturelle (de) d'Eiderberg avec de nombreuses espèces d'orchidées.
- Formations rocheuses dans le Leuktal (Kollesleuk suisse) au-dessus du moulin Herren.

Voir aussi : Liste des monuments culturels de Freudenburg. (de)

Galerie photographique
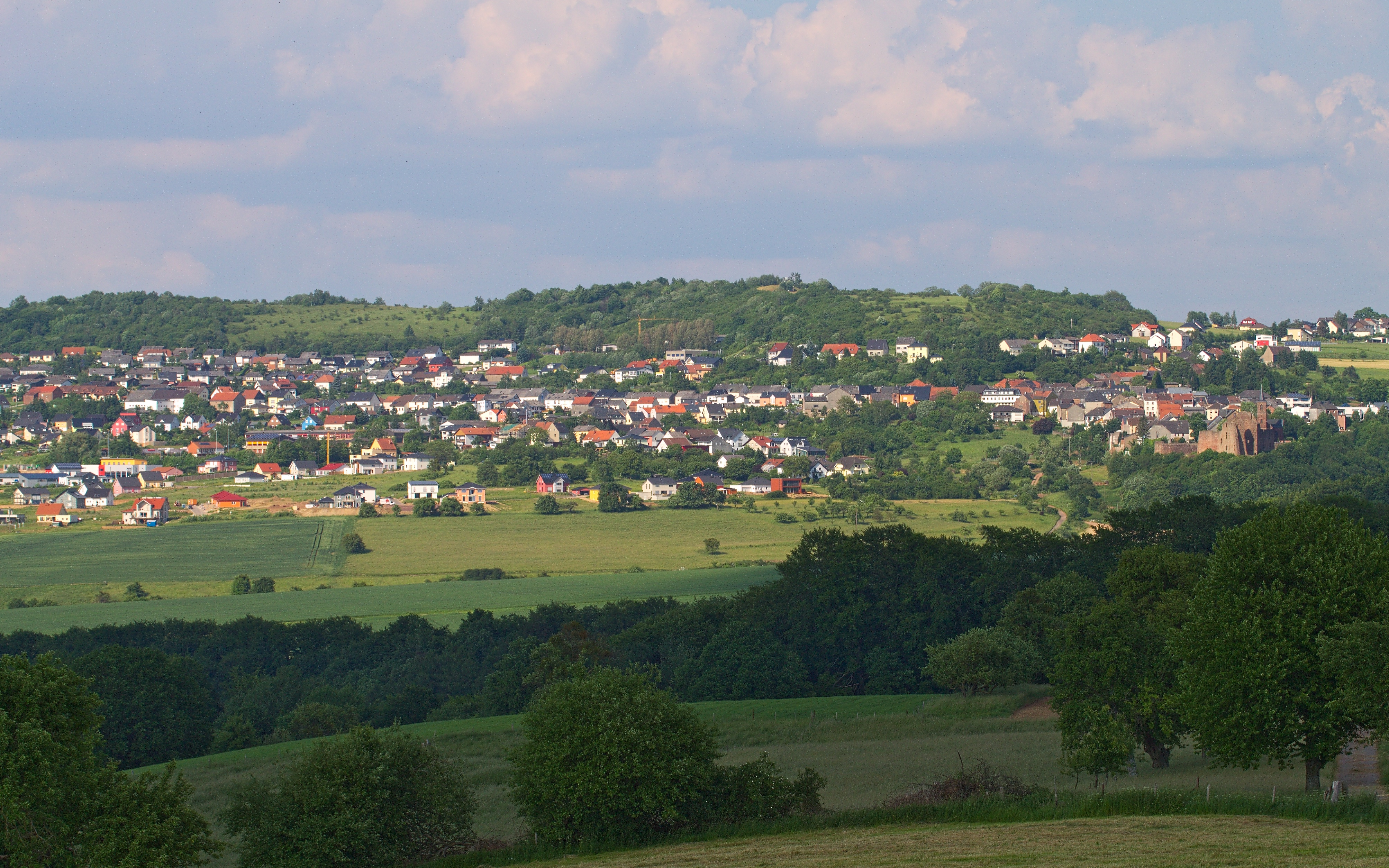
Freudenburg, ruines du château avec à droite l'église.
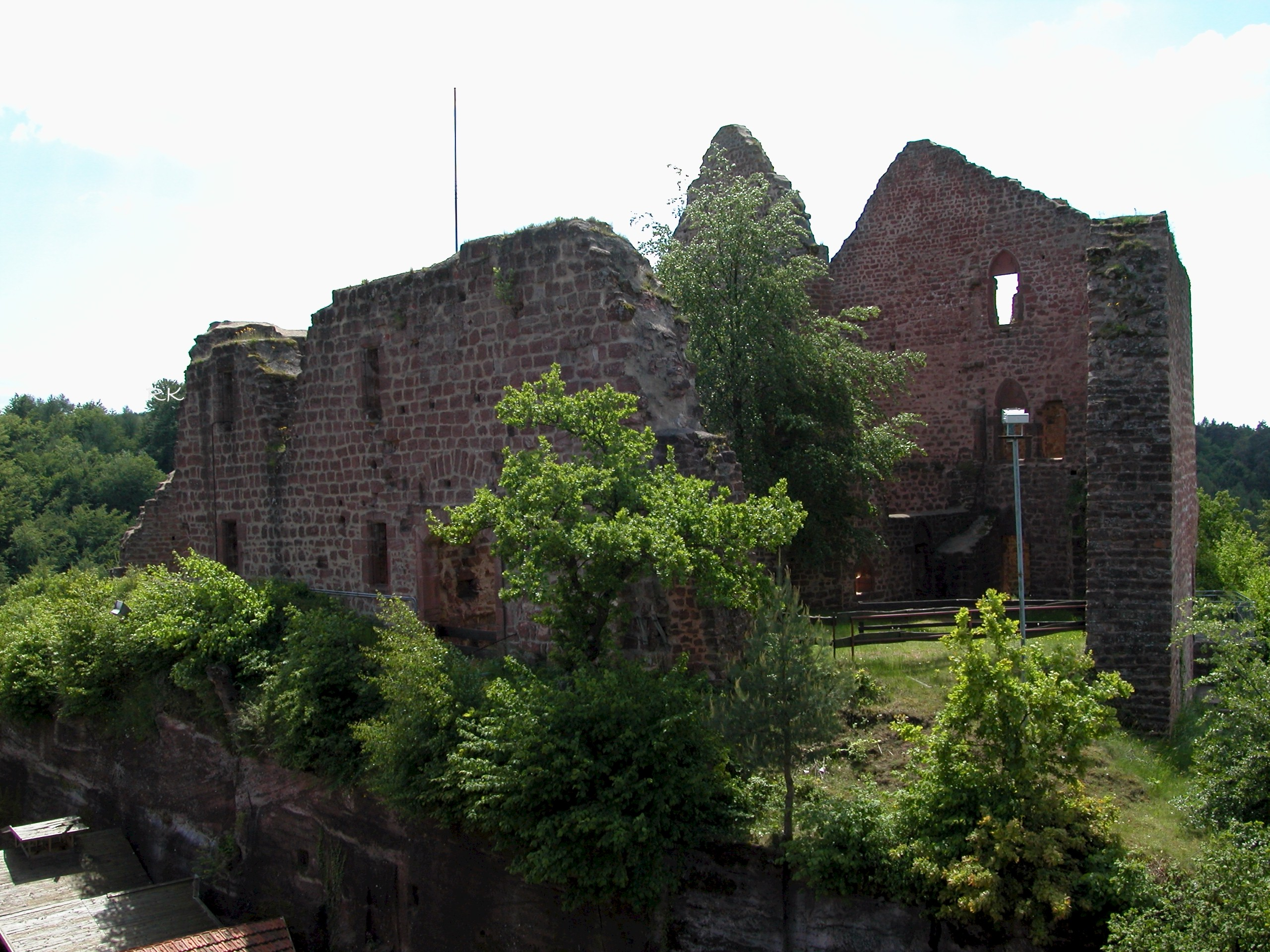
Ruines du château de Freudenburg.
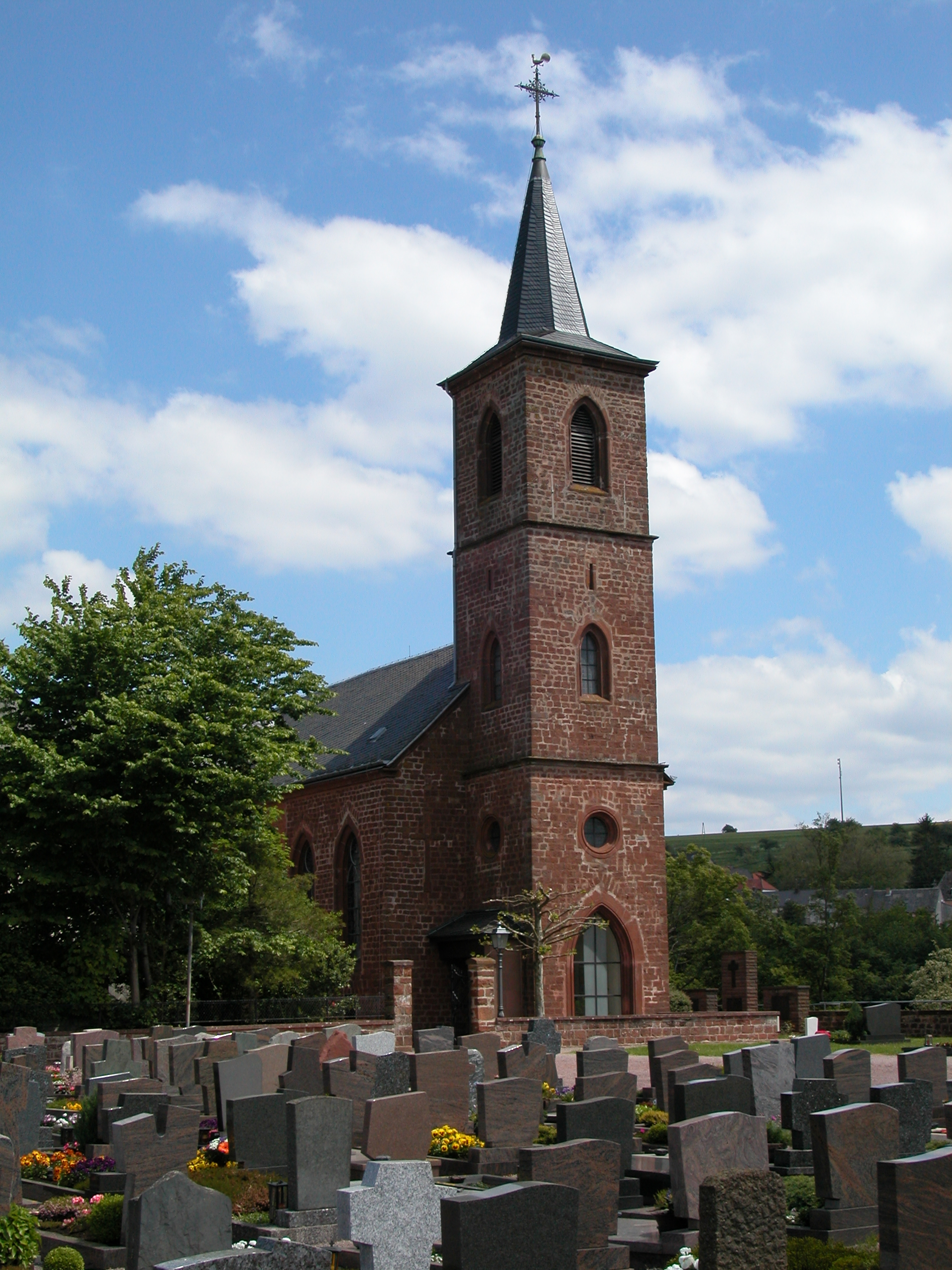
Église paroissiale catholique de la Sainte Trinité.
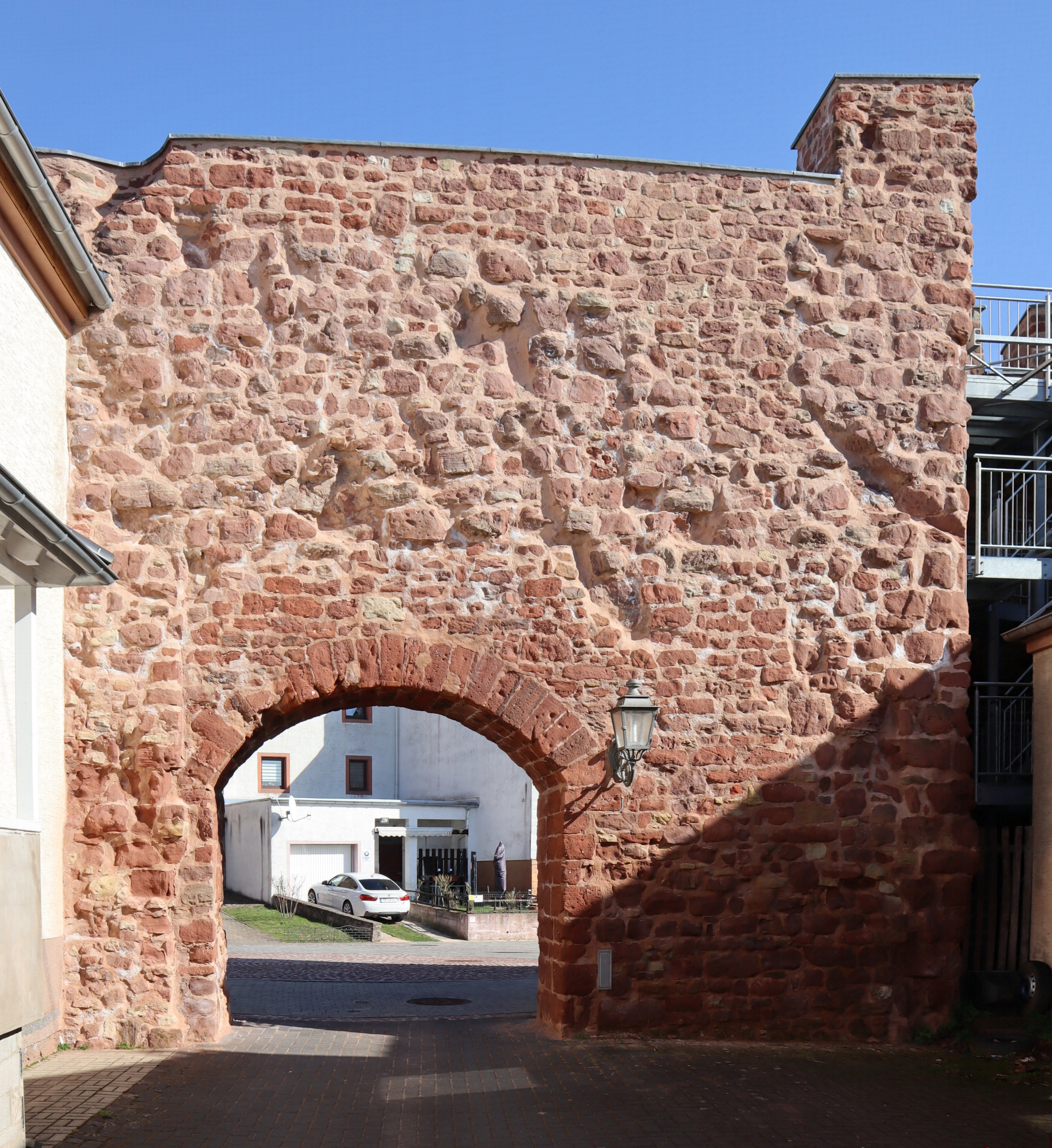
Porte de la ville.
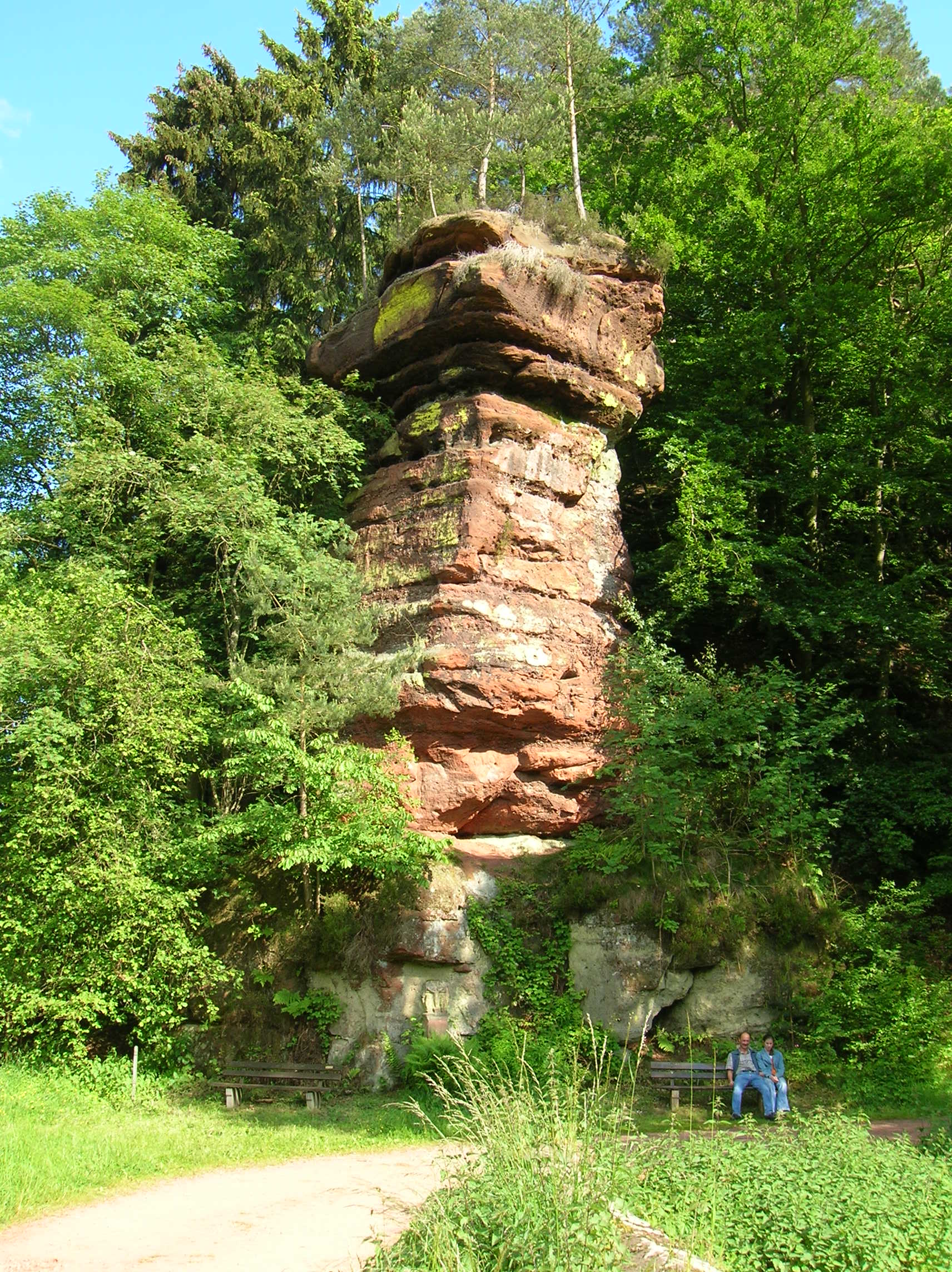
Roches de champignons dans le « Kollesleuk suisse ».
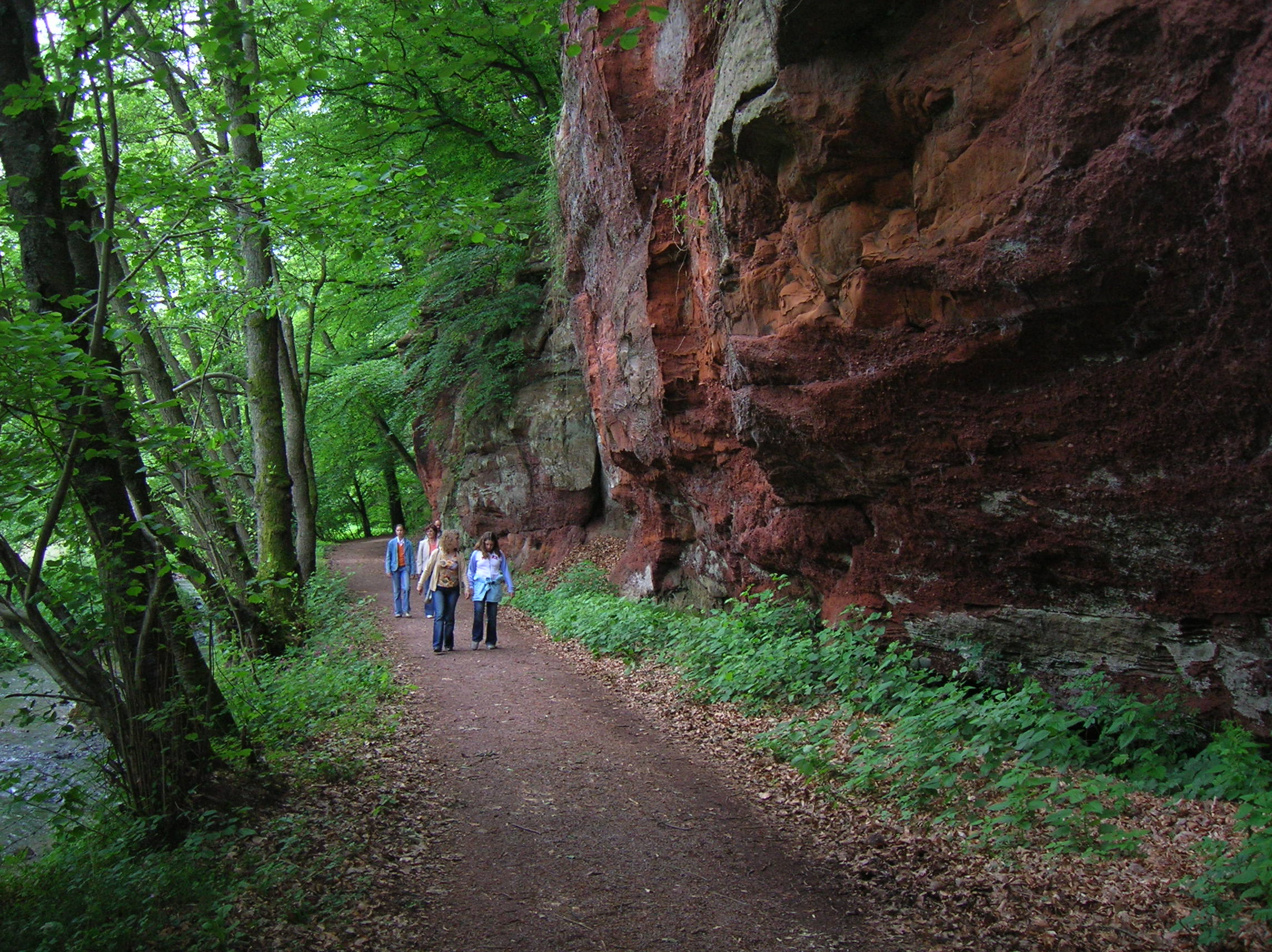
Formation rocheuse dans la Leuktal.
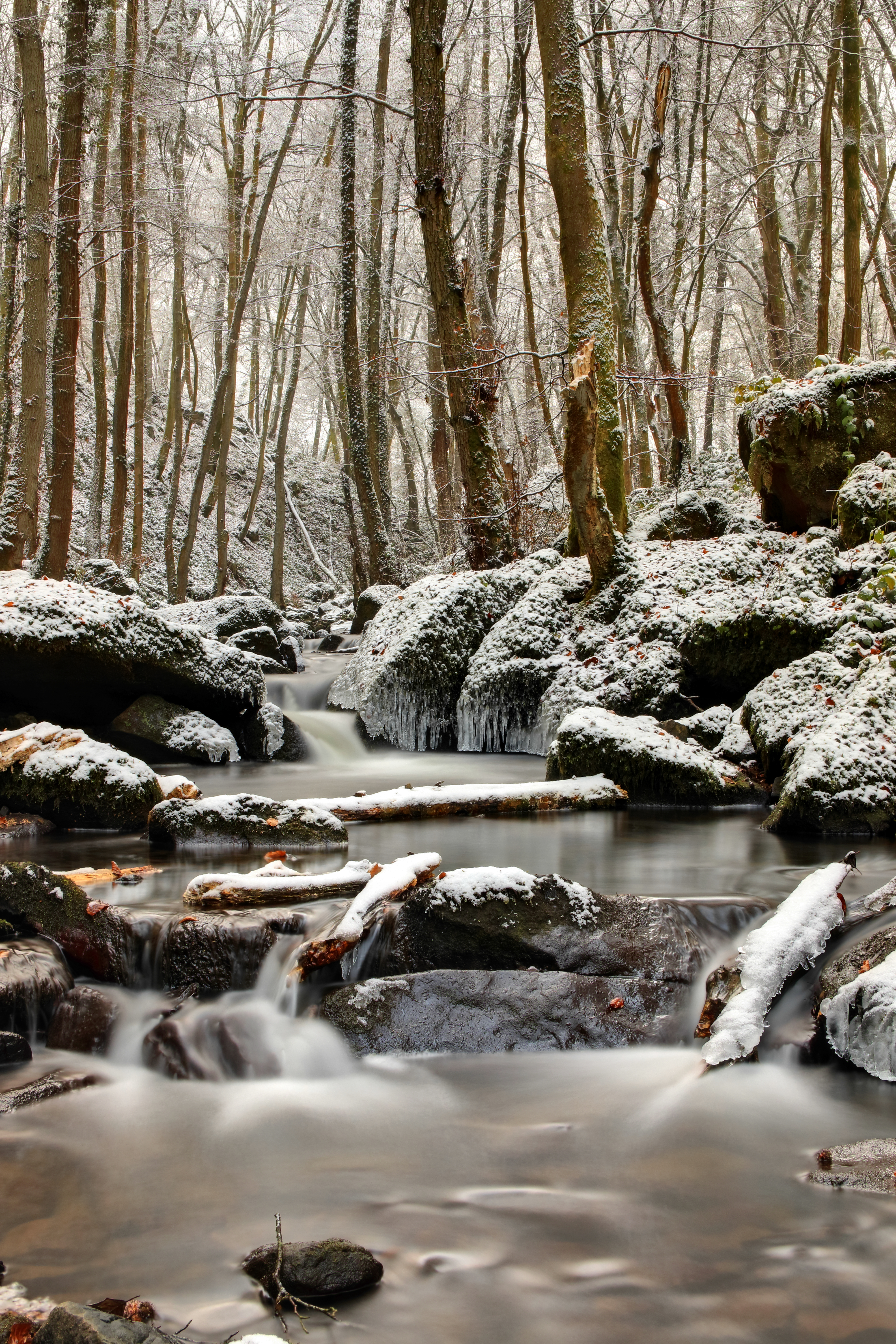
L'hiver dans la Leukbachtal.

## Le bar-club Ducsaal
La commune est également bien connue par les fans (allemands, luxembourgeois et français) de musique rock, blues et jazz pour son bar-club Ducsaal qui, depuis plus de trente ans, est le cadre de plus d'un millier de concerts. À côté de groupes hommage, des groupes et artistes tels que Ritchie Havens, Chris Farlow, Dick Heckstall-Smith, Wishbone Ash, Hundred Seventy Split, Jane, Thomas Blug, Man, Chris Farlowe, Dr Feelgood, Ana Popovic, Miller Anderson, Maggie Bell, Randy Hansen, Robin Trower, ou Jesus Volt s'y sont produits.

Galerie photographique
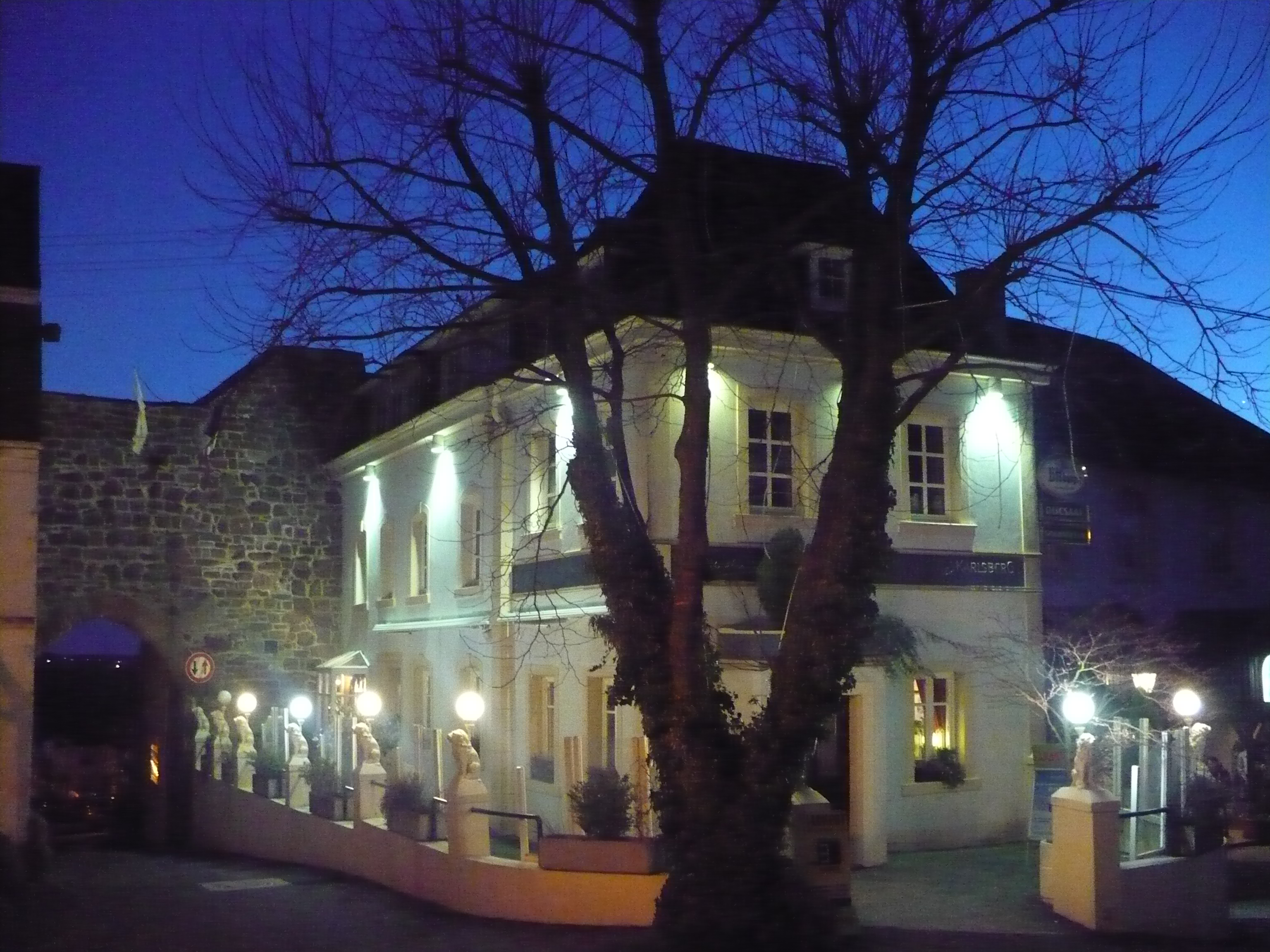
Vue extérieure du bar-club Ducsaal
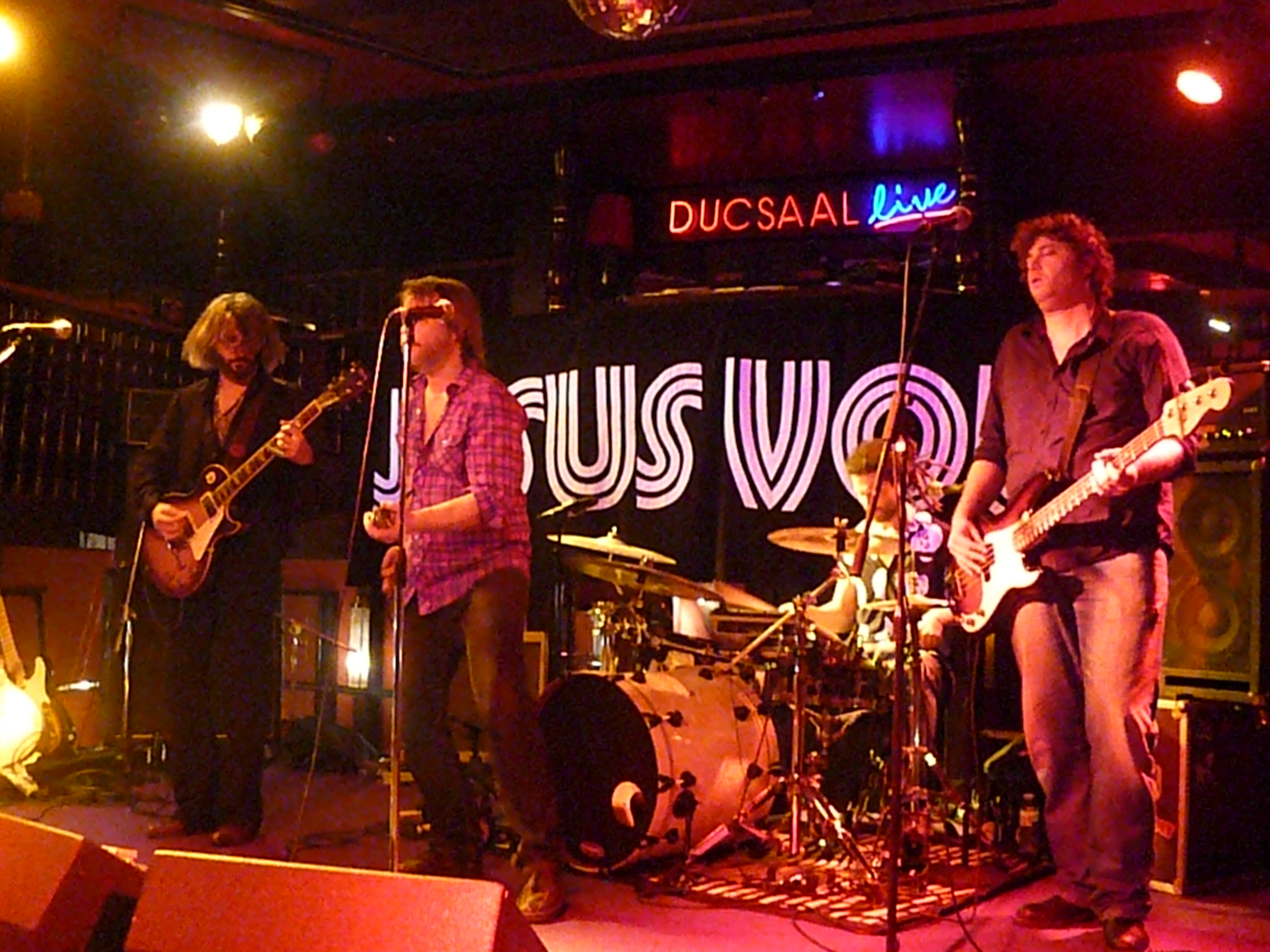
Jesus Volt en concert le 1er avril 2010
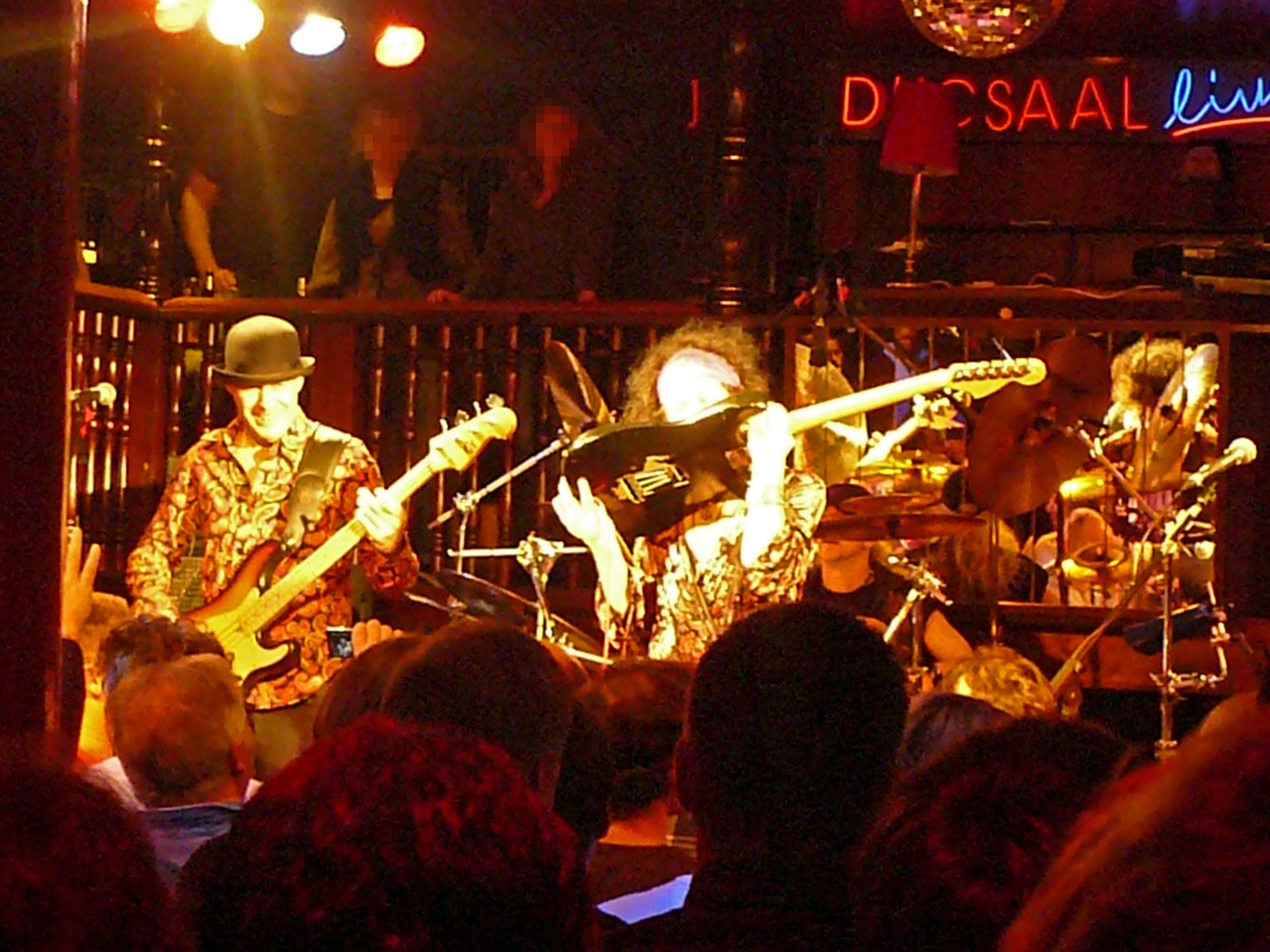
Randy Hansen en concert le 20 novembre 2010
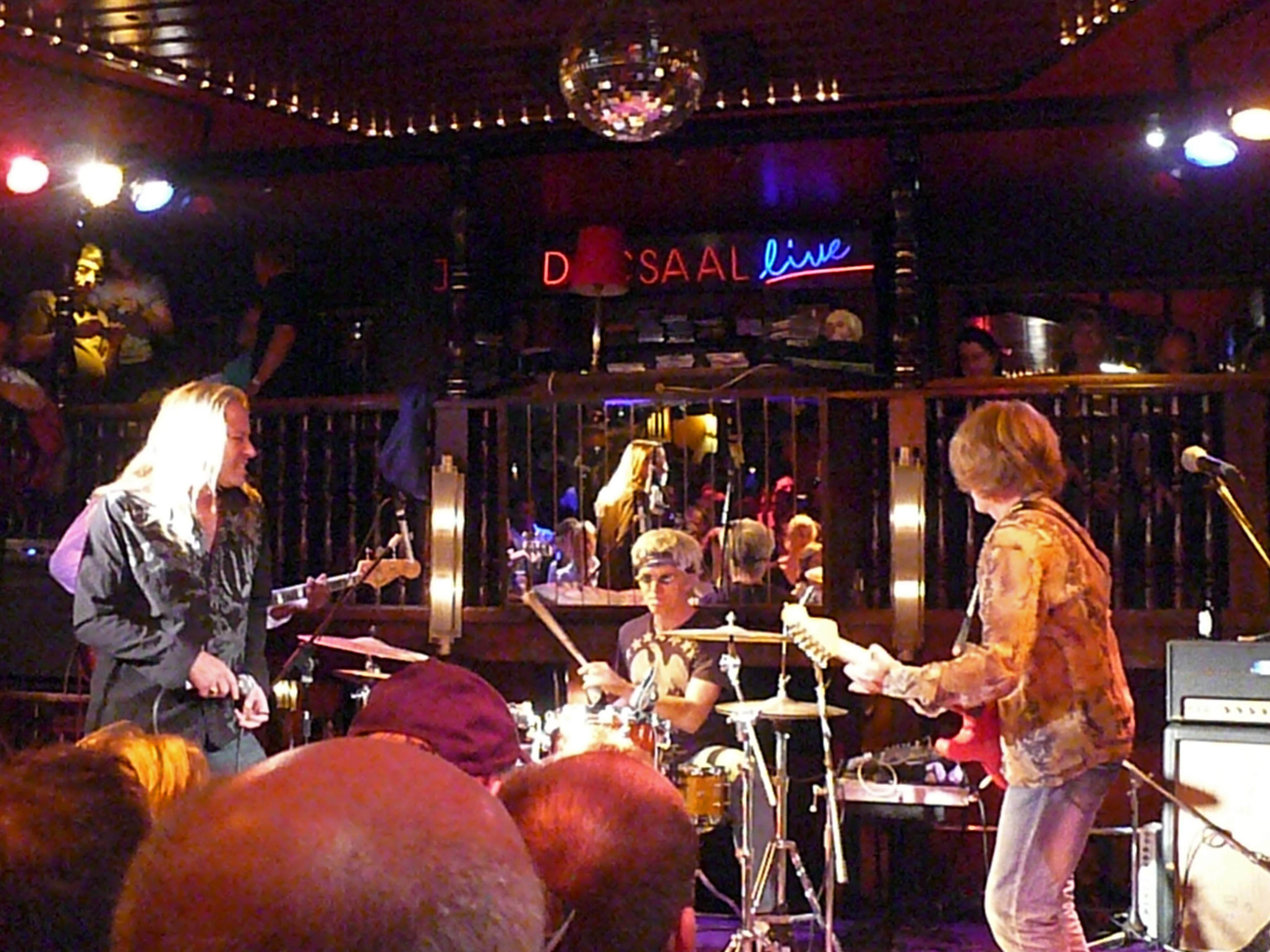
Thomas Blug band en concert le 10 septembre 2010
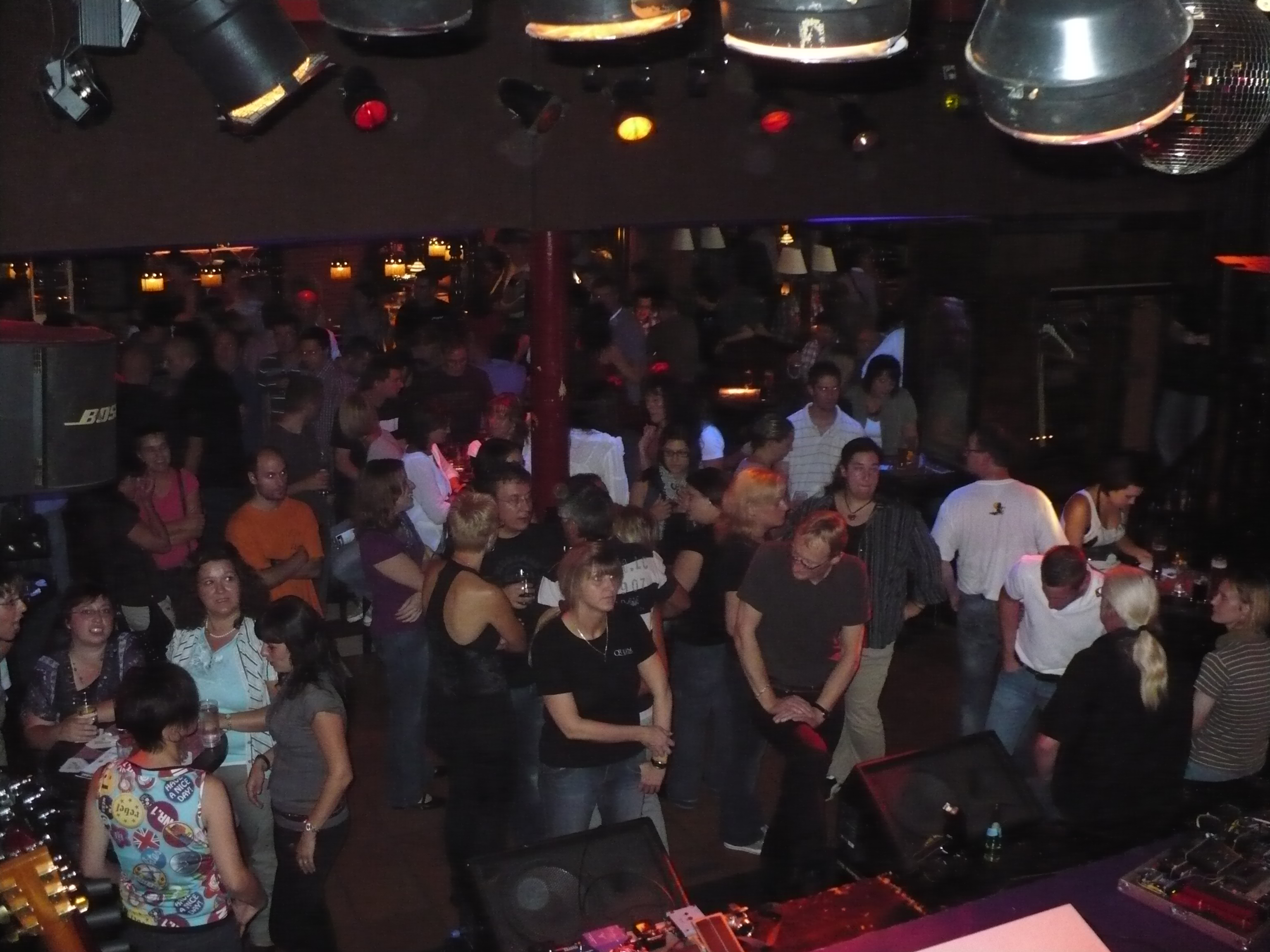
Le public à l'intérieur du bar-club lors d'un concert en 2010

## Institutions publiques et installations sportives
Freudenburg possède une école primaire, une maison des jeunes et de la culture, ainsi qu'une école maternelle et des terrains de jeux pour enfants. Il existe aussi deux courts de tennis, une salle de sport et un terrain de sport pour les activités de loisirs.

## Économie
Les entreprises de construction et les petites entreprises ainsi que les entreprises de services façonnent la vie professionnelle locale. Freudenburg propose divers séjours et nuitées.

## Liens Internet
- Site Internet de la commune de Freudenburg
- Bref portrait de Freudenburg lors de l'émission Hierzuland (de) sur la télévision SWR
- Recherche des biens culturels de la localité de Freudenburg sur la Base de données des biens culturels de la région de Trèves (de)
- Ruines du château de Freudenburg vers 1840 depuis le panorama de Trèves et de ses environs (vers 1840) via dilibri
- Catalogue de liens sur Freudenburg sur curlie.org (auparavant DMOZ)